# Александровац (Врање)
Александровац је насељено место града Врања у Пчињском округу. Према попису из 2022. било је 409 становника (према попису из 1991. било је 501 становника).

## Демографија
У насељу Александровац живи 406 пунолетних становника, а просечна старост становништва износи 38,0 година (37,2 код мушкараца и 38,8 код жена). У насељу има 134 домаћинства, а просечан број чланова по домаћинству је 3,93.
Ово насеље је великим делом насељено Србима (према попису из 2002. године), а у последња три пописа, примећен је пораст у броју становника.
|  |

| Демографија | Демографија | Демографија |
| Година      | Становника  | Становника  |
| ----------- | ----------- | ----------- |
| 1948.       | 460         |             |
| 1953.       | 488         |             |
| 1961.       | 479         |             |
| 1971.       | 443         |             |
| 1981.       | 421         |             |
| 1991.       | 501         | 501         |
| 2002.       | 527         | 530         |

| Етнички састав према попису из 2002.‍ | Етнички састав према попису из 2002.‍ | Етнички састав према попису из 2002.‍ | Етнички састав према попису из 2002.‍ | Етнички састав према попису из 2002.‍ |
| ------------------------------------ | ------------------------------------ | ------------------------------------ | ------------------------------------ | ------------------------------------ |
|                                      |                                      |                                      |                                      |                                      |
| Срби                                 | Срби                                 |                                      | 524                                  | 99,43%                               |
| Чеси                                 | Чеси                                 |                                      | 1                                    | 0,18%                                |
| Црногорци                            | Црногорци                            |                                      | 1                                    | 0,18%                                |
| Македонци                            | Македонци                            |                                      | 1                                    | 0,18%                                |
| непознато                            | непознато                            |                                      | 0                                    | 0,0%                                 |

| Година пописа     | 1948. | 1953. | 1961. | 1971. | 1981. | 1991. | 2002. |
| ----------------- | ----- | ----- | ----- | ----- | ----- | ----- | ----- |
| Број домаћинстава | 77    | 89    | 89    | 89    | 90    | 115   | 134   |

| Број чланова      | 1 | 2  | 3  | 4  | 5  | 6  | 7 | 8 | 9 | 10 и више | Просек |
| ----------------- | - | -- | -- | -- | -- | -- | - | - | - | --------- | ------ |
| Број домаћинстава | 8 | 24 | 20 | 36 | 19 | 19 | 6 | 2 | 0 | 0         | 3,93   |

| Пол    | Укупно | Неожењен/Неудата | Ожењен/Удата | Удовац/Удовица | Разведен/Разведена | Непознато |
| ------ | ------ | ---------------- | ------------ | -------------- | ------------------ | --------- |
| Мушки  | 216    | 48               | 151          | 15             | 2                  | 0         |
| Женски | 210    | 30               | 147          | 32             | 1                  | 0         |
| УКУПНО | 426    | 78               | 298          | 47             | 3                  | 0         |

| Пол    | Укупно                    | Пољопривреда, лов и шумарство | Рибарство                            | Вађење руде и камена | Прерађивачка индустрија       |
| ------ | ------------------------- | ----------------------------- | ------------------------------------ | -------------------- | ----------------------------- |
| Мушки  | 134                       | 45                            | 0                                    | 0                    | 41                            |
| Женски | 74                        | 24                            | 0                                    | 0                    | 45                            |
| УКУПНО | 208                       | 69                            | 0                                    | 0                    | 86                            |
| Пол    | Производња и снабдевање   | Грађевинарство                | Трговина                             | Хотели и ресторани   | Саобраћај, складиштење и везе |
| Мушки  | 2                         | 8                             | 8                                    | 2                    | 7                             |
| Женски | 0                         | 0                             | 0                                    | 0                    | 0                             |
| УКУПНО | 2                         | 8                             | 8                                    | 2                    | 7                             |
| Пол    | Финансијско посредовање   | Некретнине                    | Државна управа и одбрана             | Образовање           | Здравствени и социјални рад   |
| Мушки  | 0                         | 0                             | 8                                    | 0                    | 10                            |
| Женски | 1                         | 0                             | 0                                    | 1                    | 1                             |
| УКУПНО | 1                         | 0                             | 8                                    | 1                    | 11                            |
| Пол    | Остале услужне активности | Приватна домаћинства          | Екстериторијалне организације и тела | Непознато            | Непознато                     |
| Мушки  | 0                         | 0                             | 0                                    | 3                    | 3                             |
| Женски | 1                         | 0                             | 0                                    | 1                    | 1                             |
| УКУПНО | 1                         | 0                             | 0                                    | 4                    | 4                             |